# أوقستي دوني
أوقستي دوني (بالفرنسية: Auguste Donny)‏ هو ربان ‏ فرنسي، ولد في 1851 في بيزييه في فرنسا، وتوفي في القرن العشرين.

## وصلات خارجية
- أوقستي دوني على موقع الاتحاد الدولي للملاحة الشراعية (موقع قديم) (الإنجليزية)
- أوقستي دوني على موقع اللجنة الأولمبية الدولية (الإنجليزية)
- أوقستي دوني على موقع أوليمبيديا (الإنجليزية)